# イリジウムコミュニケーションズ
イリジウム・コミュニケーションズ（英語: Iridium Communications Inc.）は、衛星電話・衛星インターネット接続サービスを提供するアメリカの企業。
イリジウムとはモトローラ社のCEOであったロバート・ガルビンが1998年にサービス開始した衛星電話・衛星インターネット接続サービスの名称で、最初のイリジウムが1999年に経営破綻した後、同社の設備を継承するイリジウム・サテライト (Iridium Satellite LLC) として誕生、2009年の合併により今日の名称となっている。

## 概要
イリジウムでは、高度780kmに66個の衛星を運用する衛星通信サービスで、当初は77機の衛星によるコンステレーションで計画されたため、原子番号77のイリジウムにちなんで名づけられた。モトローラが約18%、日本イリジウムが約11%間接出資する「IRIDIUM LLC」社が事業を担い、1997年12月からイリジウム通信衛星が長征2Cとデルタ IIにより順次打ち上げられ、1998年11月にサービスを開始した。
しかしながら当初から懸念されていた通信衛星のインフラ投資負担の重荷と、大型で高額のハンドセット（日本では40万円前後で販売）によりアメリカで5万台程度の契約数に留まったことで、開始後1年弱の1999年8月に連邦倒産法第11章を申請し倒産。2000年3月サービス停止した。2000年11月にイリジウム・サテライト社が全ての資産を買い取ることで合意。2004年4月に、ボーイング社への衛星維持費の支払いの軽減、世界10数カ所に存在した関門局（アースターミナル）を廃止しアリゾナ州の地球局へ一本化、全社員を700人から100人へ人員削減を行い、主に米国政府・国防総省などを相手先とした通信サービスを行う事業モデルに変更して再出発している。

## 主な端末

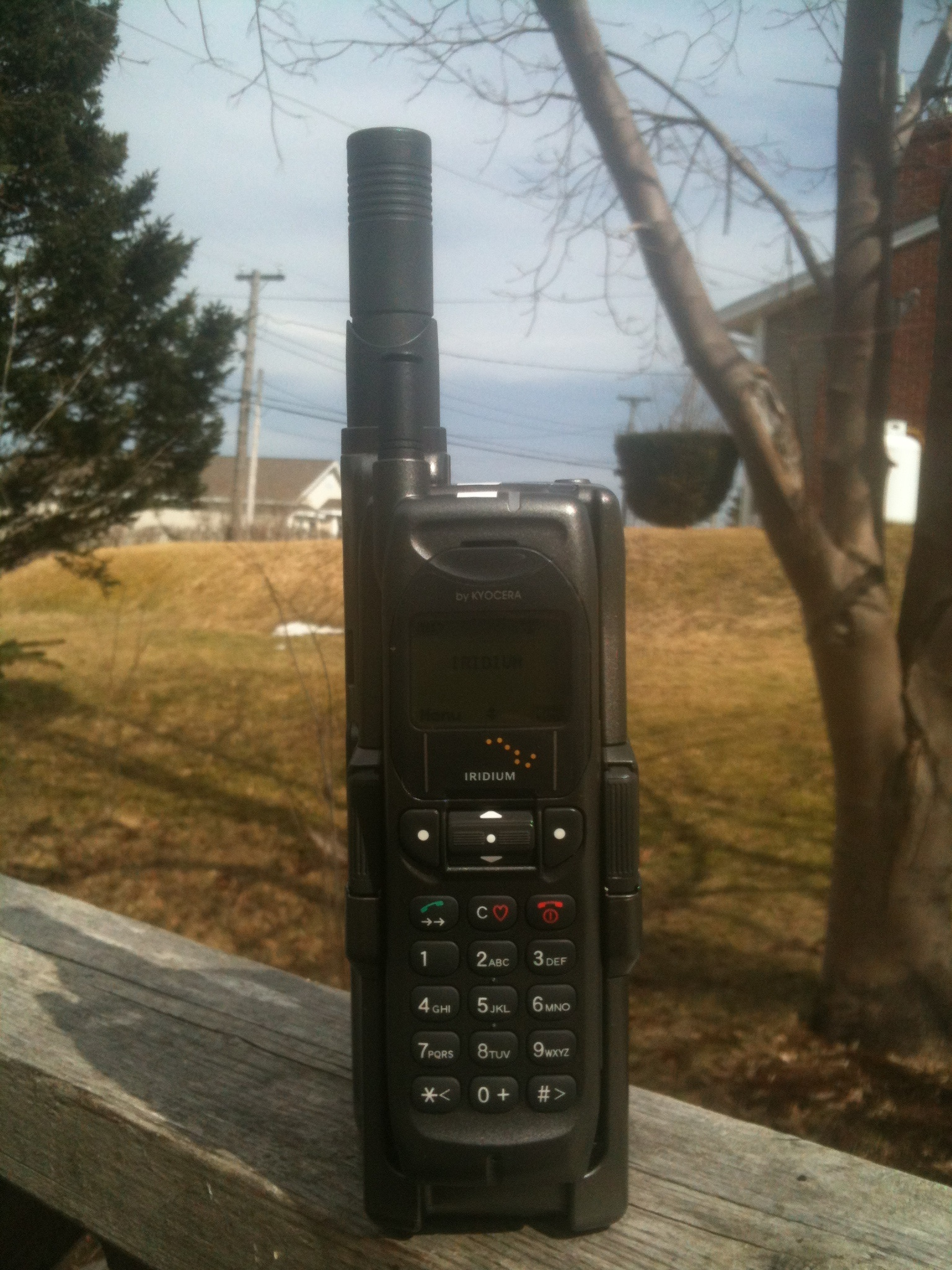
京セラ製のイリジウムの携帯端末 (1999年)

- 音声通信とともに2400bpsのデータ通信・ショートメッセージングサービスの可能な携帯端末。
- IMO条約の船舶警報通報装置 (SSAS : Ship Security Alert Sysytem) 対応端末
- 船舶用イリジウム衛星電話「OpenPort」 - 発売日:2008年11月1日。現行機種の約53倍の高速パケット通信を実現。イリジウム衛星電話の通信速度は2.4kbps、本機はその約53倍となる最大128kbpsの高速データ通信を実現。また、従来の接続時間に応じた課金ではなく、データ量に応じたパケット制。これまで、接続時間を気にして通信をしていた問題を解決し、ストレスのない通信環境を提供。電話回線3回線の同時収容を実現。イリジウム衛星電話としては初となる複数電話回線の同時収容を実現。最大3回線の音声通信とデータ通信を同時利用が可能。これまで1番号毎に1台の端末を購入していた手間と船内のスペース軽減に役立つ。[1]

初代イリジウムでは携帯電話（セルラー）網とのデュアルネットワークに対応する機種が主力であり、大株主のモトローラと京セラがベンダーとして端末を発売していた。

## イリジウム衛星

イリジウム衛星の網羅する範囲

イリジウム衛星（通信衛星）は鏡面のようなアンテナを持ち、これが太陽光を反射して地上の狭い領域を強く照らすことがある。地上からは、数十秒間だけ非常に明るい物体が移動するように見え、-9等級に達することもある。これをイリジウムフレアと言い、見られる場所や時刻の予報も行われているが、しばしばUFOと誤認された。
衛星の世代交代により、イリジウムフレアは見られなくなった。
2007年に、イリジウム コミュニケーションズは、イリジウム通信衛星66機をすべて更新する総額30億ドルの次世代衛星通信ネットワーク計画「Iridium NEXT」を発表。2014年3月に、オービタルサイエンシズ社が生産を開始し、軌道上で運用する66機と軌道上予備機6機、地上予備機9機の計81機を3年間で製造すると発表した。打ち上げは2015年2月に開始し、2017年までに全ての衛星を軌道上に展開する予定であった。
2017年現在、打上げ計画は大幅に遅れているが、スペースXのファルコン9で継続的に行われている。

### 衝突事故

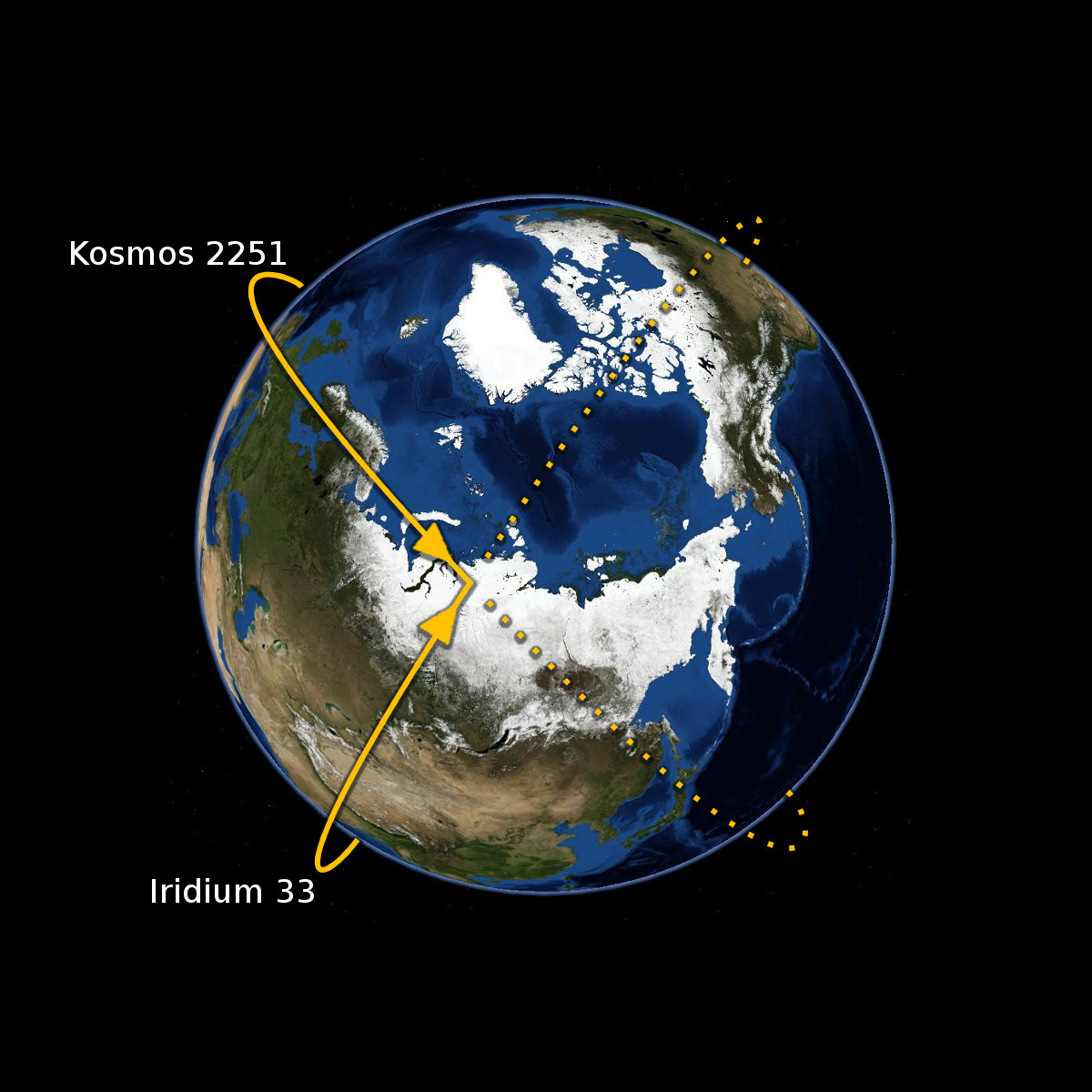
イリジウム33号とコスモス2251号の衝突

2009年2月10日16時55分UTCに、北シベリア上空約790kmにおいて運用中であった通信衛星イリジウム33号が機能停止中であったロシアの軍事通信衛星コスモス2251号と衝突し、500個以上ものスペースデブリを発生させた。これは、宇宙空間で発生した初めての人工衛星同士の衝突事故である。日本デジコムは同12日のプレスリリースで、イリジウム社は30日以内に衝突し破壊された衛星の軌道上にスペアとなる衛星を再配置する計画であり、ユーザーに対する影響は軽微と発表した。

## 各国での展開

### 日本
日本でも第二電電（DDI,現：KDDI）と京セラらが出資して1993年に設立した「日本イリジウム」によって1998年11月からアメリカと同時にサービスが開始された。DDIとしてはDDIセルラーグループ、ツーカー、DDIポケットに次ぐ移動体通信事業への参入であった。これに伴い日本で発着信するイリジウムの衛星電話網とイリジウム以外の電話回線（国際電話含む）を中継するアースターミナルと称する関門局が、長野県の山間部である豊科町田沢（安曇野アースターミナル、現安曇野市）・長野市篠ノ井（篠ノ井アースターミナル）・北安曇郡美麻村（美麻アースターミナル、現大町市）の3カ所に設置され、DDIが同時期に参入した国際電話 (0078) 網も大いに活用されることになった。2000年3月末日を以て、米国イリジウム社のサービス停止により日本でも端末の使用ができなくなり、アースターミナルも運用停止状態を経て2005年前後に解体された。
2001年にはイリジウム・サテライト社によりサービスが再開されるも、日本イリジウムは前年に郵政省へ無線局の免許を返納し法人清算処理に入ったため、海外免許で取得したイリジウム端末の不正使用（電波法により無線局免許を持たない端末は違法無線局となる）が問題になった。その状況を打開し要望に応えるべく、2005年6月にインマルサット（旧KDDの事業領域）を扱うKDDIの法人事業子会社「KDDIネットワーク&ソリューションズ」（2008年7月1日にKDDI本体に吸収される）によってサービスを再開し、日本国内および公海上の日本船籍船舶内で再び使用できるようになった。2015年以降は、イリジウム・コミュニケーションズ社が、日本国内でのイリジウムサービスを行うためのVAR (Value Added Reseller) 契約をKDDI以外の会社とも結ぶようになったため、現在では国内の数社がイリジウム通信サービスの通信事業者登録を行ってサービスを提供している。